# Europastraße 93
Die Europastraße 93 (kurz: E 93) war eine Europastraße, die von Moskau zur ukrainischen Grenze führte. Ursprünglich war die E93 nach dem ersten Abkommen von Genf eine Verbindung von Bruck an der Mur über Graz und Maribor nach Ljubljana bzw. Triest. 
Mit der Öffnung des früheren Ostblocks wurde das Straßennetzwerk neu gefasst. Die E93 war sodann eine Fernstraßenverbindung von der russischen Hauptstadt Richtung Kiew und folgte im Wesentlichen dem Verlauf der A142 von der ukrainischen Grenze und wohl der heutigen M2 Richtung Moskau. 
Mit der Neuzuweisung der Europastraßen 95, 105 und 391 wurde die E 93 in der Novellierung des European Agreement on Main International Traffic Arteries (AGR) durch die UN/ECE aufgehoben.